# Teleskop Leonarda Eulera
Teleskop Leonarda Eulera – w pełni automatyczny 1,2-metrowy teleskop optyczny, zbudowany i eksploatowany przez Obserwatorium Genewskie, należące do ESO.
Położony jest na terenie Obserwatorium La Silla w Chile na wysokości 2375 m n.p.m. „Pierwsze światło” zarejestrował 12 kwietnia 1998. Nazwany został na cześć szwajcarskiego matematyka Leonharda Eulera.
W połączeniu ze spektrografem CORALIE teleskop wykorzystywany jest do prowadzenia precyzyjnych pomiarów prędkości radialnej gwiazd, przede wszystkim w celu poszukiwania dużych planet pozasłonecznych na południowej półkuli nieba. Jego pierwszym sukcesem było odkrycie planety krążącej na orbicie wokół gwiazdy Gliese 86. Inne programy koncentrują się na obserwacji gwiazd zmiennych, asterosejsmologii, potwierdzaniu rozbłysków gamma, a także monitorowaniu galaktyk aktywnych i soczewek grawitacyjnych.